# Carl Leslie Withner
Carl Leslie Withner  (Indianápolis,  3 de março de 1918 — Bellingham, 8 de fevereiro de 2012) foi um botânico americano.
Formou-se em 1941 na Universidade de Illinois em Urbana-Champaign obteve seu mestrado na Universidade Yale em 1943 e seu Ph.D. em 1948.
Foi professor emérito de biologia, no "Brooklyn College", da Universidade de Nova Iorque; e anteriormente pesquisador associado, no Deparamento de Biologia, da Western Washington University.

## Algumas publicações
- Withner, C.L. & Patricia A Harding. 2004. The Cattleyas (Cattleyas & Their Relatives). Ed. Timber Press, Inc. 300 pp. ISBN 0881926213
- Withner, C.L. 2000. The South American Encyclia Species (Cattleyas).  Ed. Timber Press, Inc. 222 pp. ISBN 0881924369
- Withner, C.L. 1996. The Bahamian and Caribbean Species (Cattleyas & Their Relatives).  Ed. Timber Press, Inc. 198 pp. ISBN 0881923443
- Withner, C.L. 1989. A Book of Orchids. Ed. Smithmark Publ. ISBN 0831766603
- Withner, C.L. 1988. The Cattleyas and their Relatives Volume I. The Cattleyas. Ed. Timber Press
- Withner, C.L. 1959. The Orchids, A Scientific Survey. Am.Orchid Soc. ISBN 9995176173